# Alerta primerenca i control aerotransportat

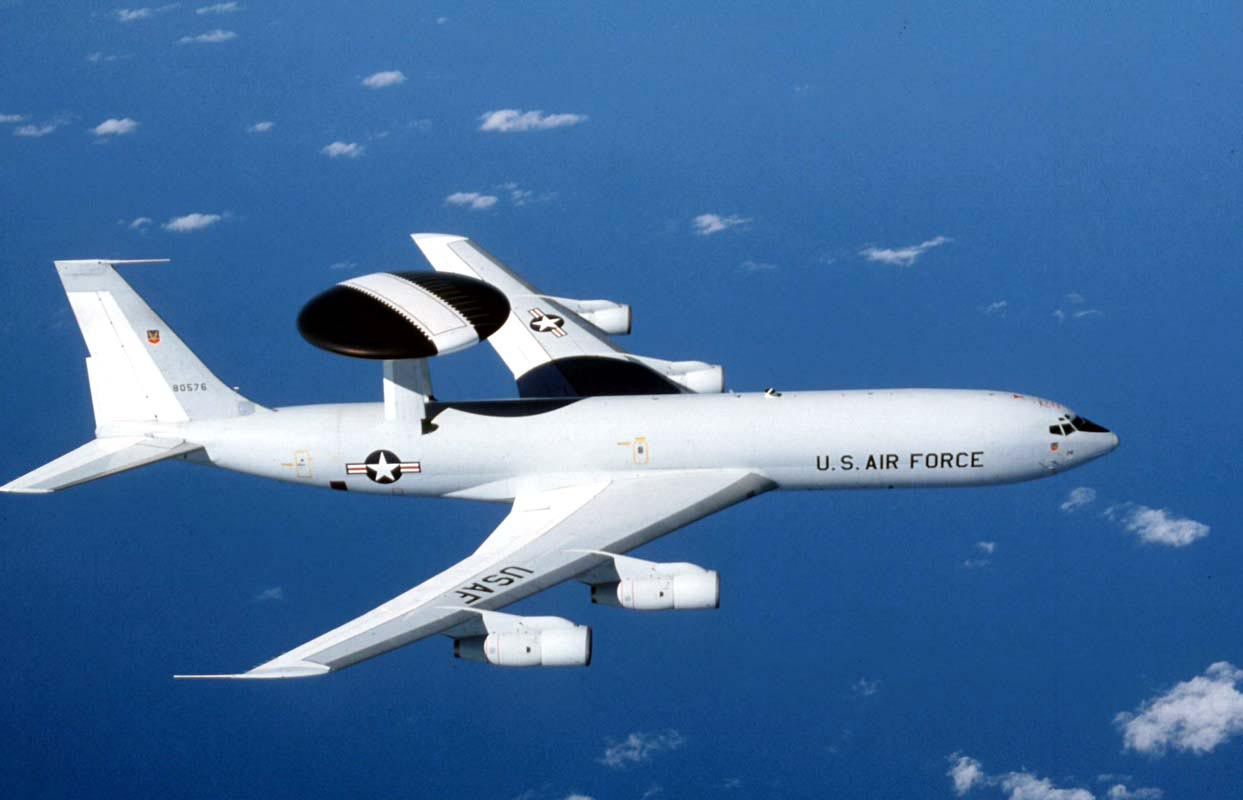
Un I-3 Sentry de la Força Aèria dels Estats Units.

Un sistema d'alerta primerenca i control aerotransportat, o AEWC (acrònim en anglès de Airborne Early Warning and Control), és un sistema de radar aerotransportat dissenyat per detectar aeronaus. Usats a gran altura, els radars permeten als operadors distingir entre aeronaus amigues o hostils a centenars de quilòmetres de distància. Els avions AEWC poden ser usats per a operacions aèries tant defensives com a ofensives. Ofensivament el sistema és usat per dirigir als avions de combat a les seves localitzacions objectiu, i defensivament per a contraatacs. També pot ser utilitzat per dur a terme tasques de vigilància, funcions de comandament i control i adreça de batalles (o funcions C2BM, sigles en anglès de command and control, battle management). Els sistemes AEWC també són coneguts amb el nom de sistema d'alerta i control aerotransportat, o AWACS (Airborne Warning and Control System).

## Història

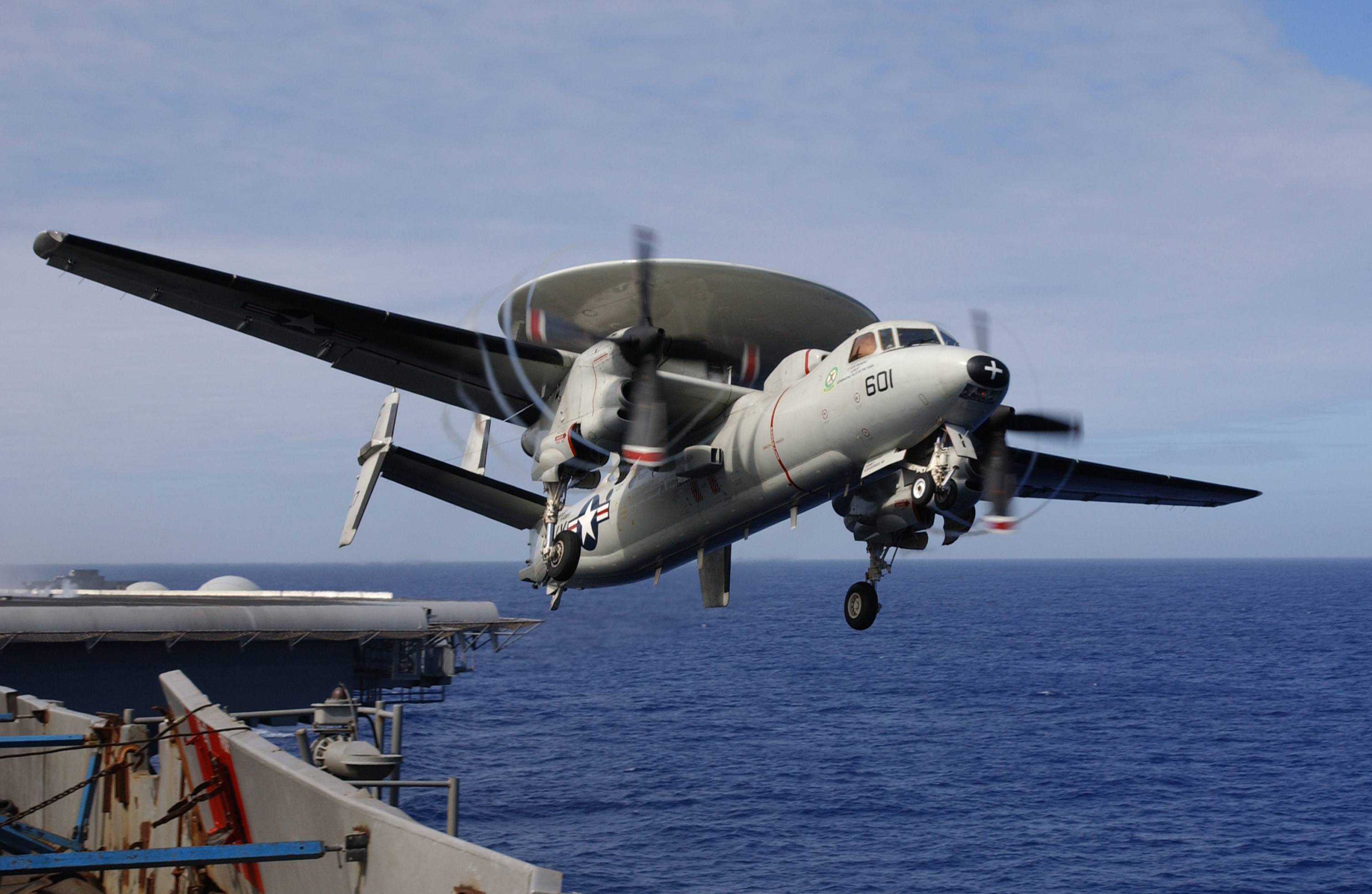
Un I-2C Hawkeye en el portaavions USS George Washington (CVN-73).

La US Navy va començar a experimentar amb aquest tipus d'avions el 1945 a partir dels Grumman TBF-3W Avenger, embarcats amb la primera generació de radar de recerca aerotransportat AN/APS-20 i el Boeing PB-1W, que era un B-17G modificat. Posteriorment, es va desenvolupar el S-2 Tracker que feia d'avió d'alerta i d'atac. La proposta de construcció de l'I-2 va ser lliurada a la US Navy el 1957 i el prototip va volar a l'octubre de 1961. Inicialment, es van construir tres prototips i 59 avions de sèrie, sent lliurat el primer d'ells el 1961.

Els primers lliuraments a la US Navy es van fer el 1964, i estaven destinats a equipar l'esquadró VAW-11 d'alerta primerenca de la flota amb base a North Island, San Diego. Els primers esquadrons de quatre avions (assignats als portaavions CVA-63 Kitty Hawk, CVA-61 Ranger, CVA-Constellation, CVA-43 Coral Sea i CVAN-65 Enterprise), van ser utilitzats en les aigües de Vietnam del Nord el 1965. El 1967, una vegada demostrada l'operativitat de l'I-2, es va determinar que era necessari augmentar les seves possibilitats de cobertura de radar i es va desenvolupar la versió I-2B, equipada amb un computador Litton L-304 per al control de radar. El primer avió equipat amb aquestes millores va volar al febrer de 1969. El 1999, la marina francesa va adquirir dos I-2C Grup II per operar des del seu nou portaavions nuclear Charles de Gaulle.

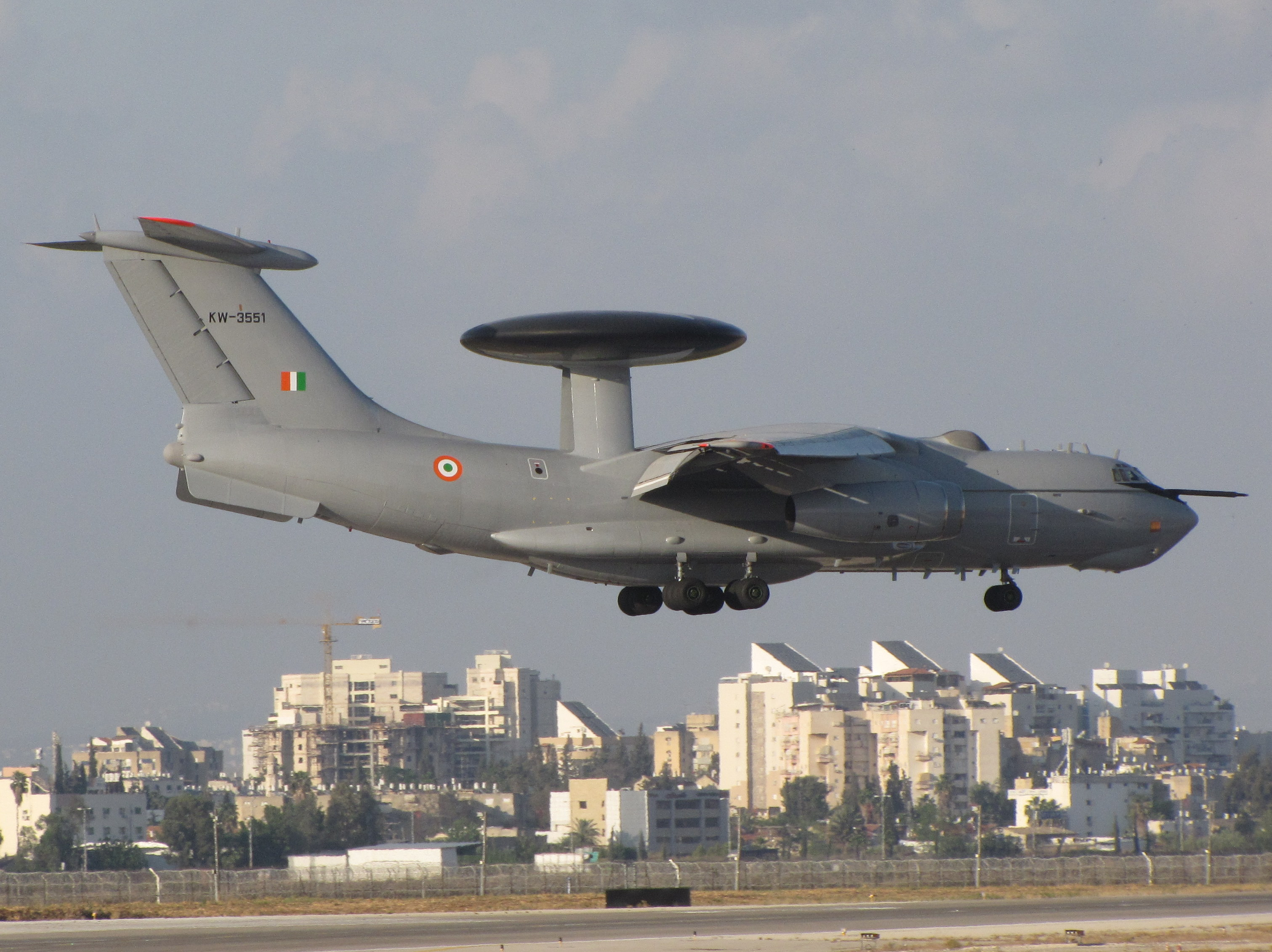
Beriev A-50EI Mainstay de la Força Aèria Índia.

Els avions de control i vigilància aèria o AWACS, tenen la missió de transportar un radar a gran altura, amb la finalitat de millorar la cobertura i fer possible la detecció d'amenaces abans que es consolidin contra la flota. L'avió radar pot detectar també bucs de superfície i snorkels de submarins submergits, permetent una millor utilització de les defenses de l'Armada.

## Llista d'aeronaus AEWC

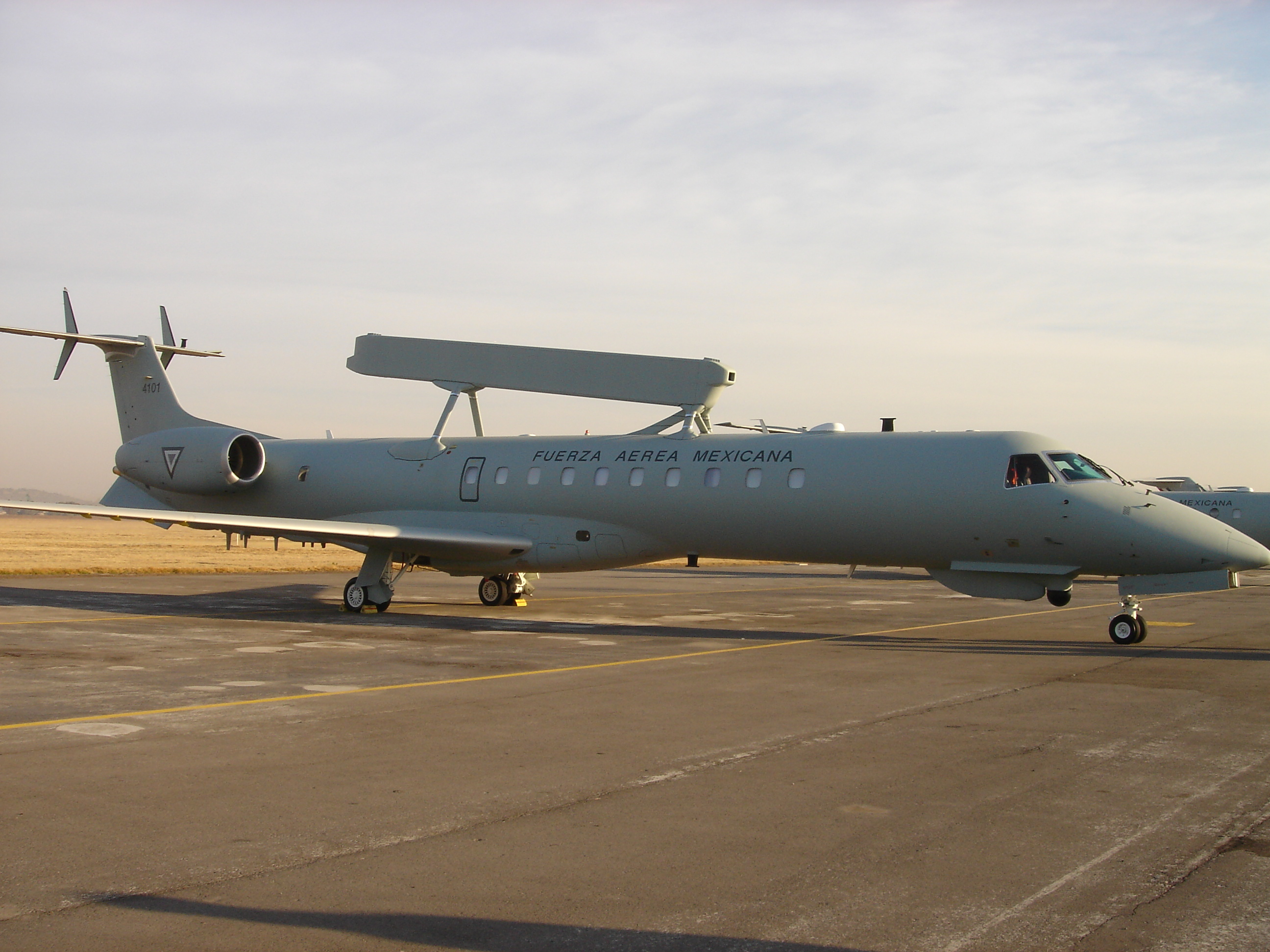
Embraer I-99.

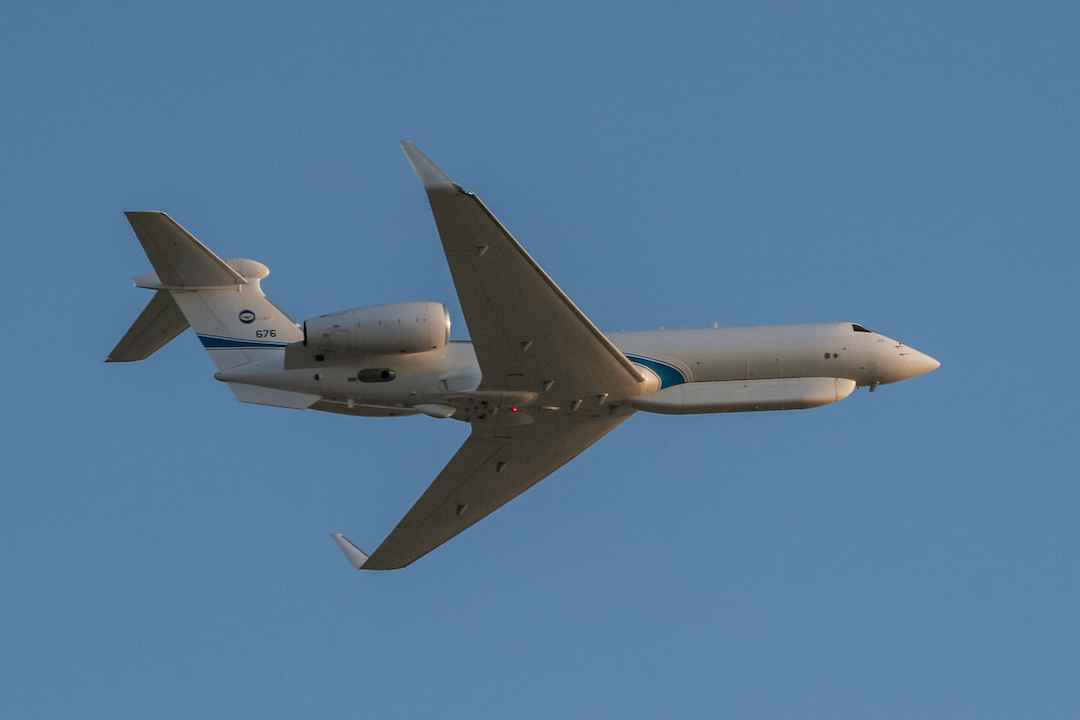
Gulfstream G550 Shavit.

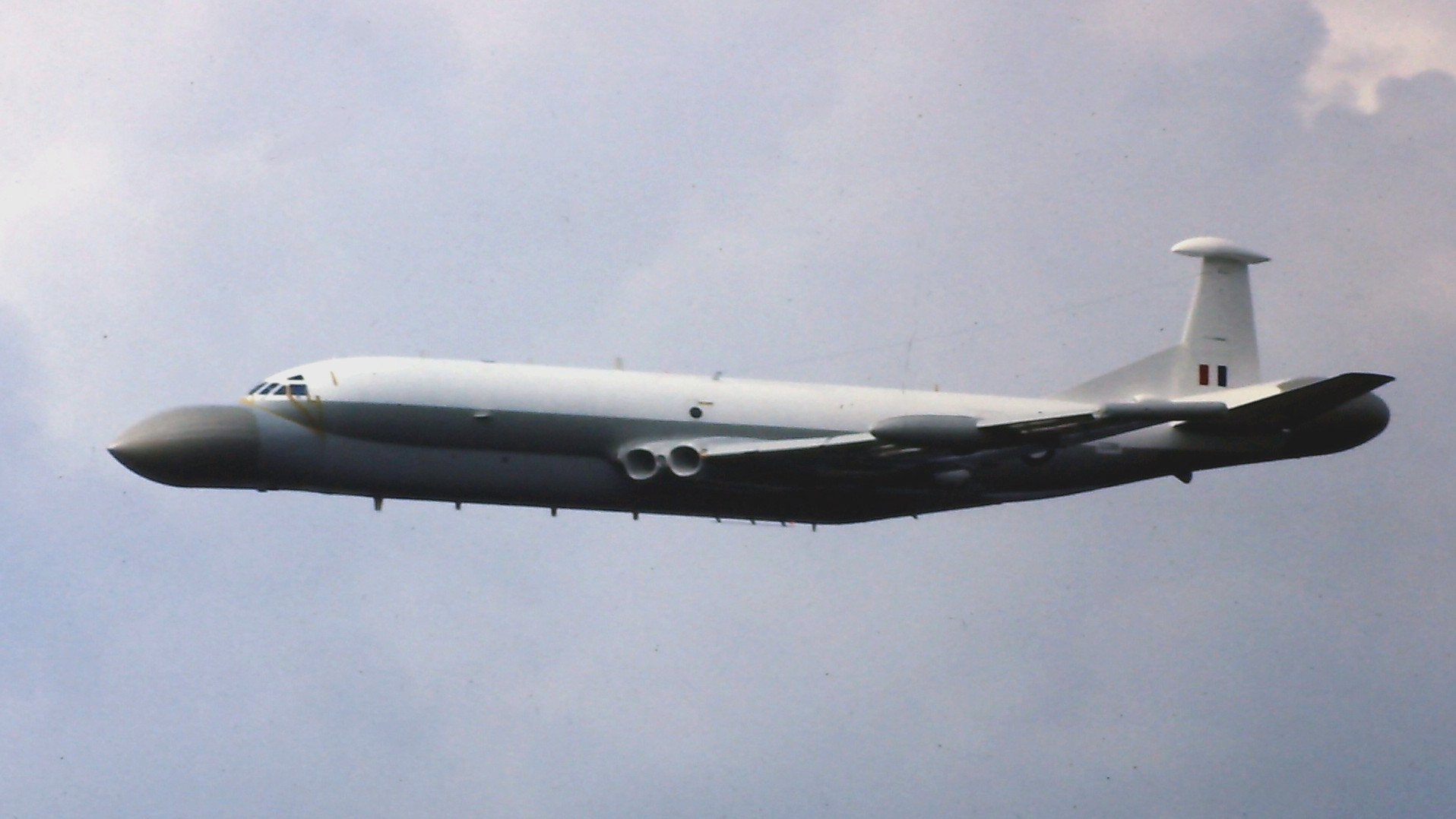
Hawker Siddely Nimrod AEW3.

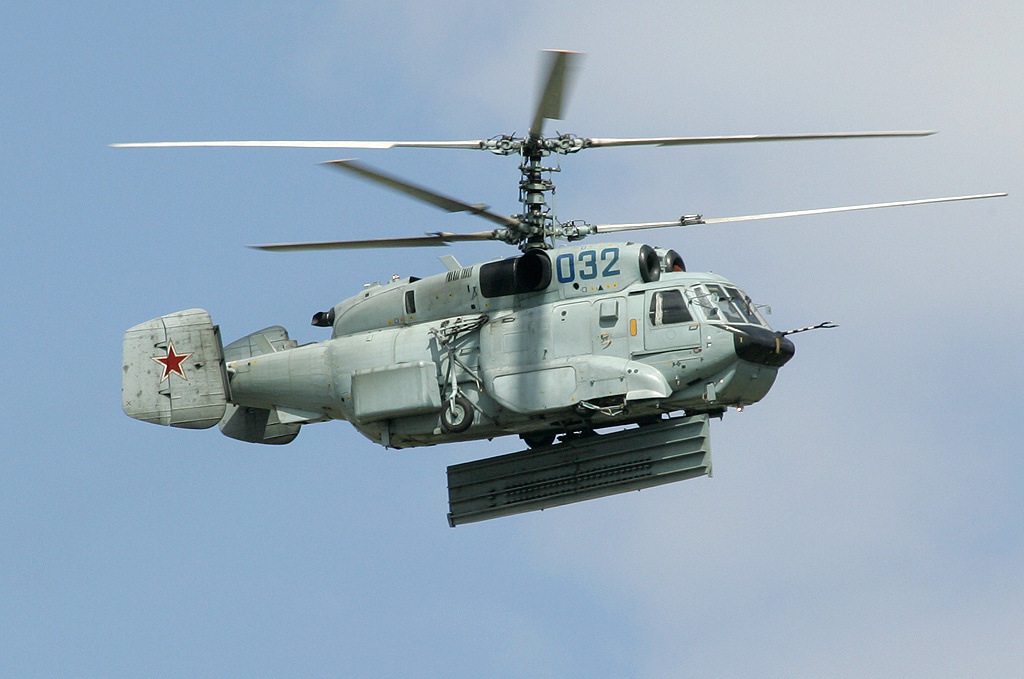
Kamov Ka-31.

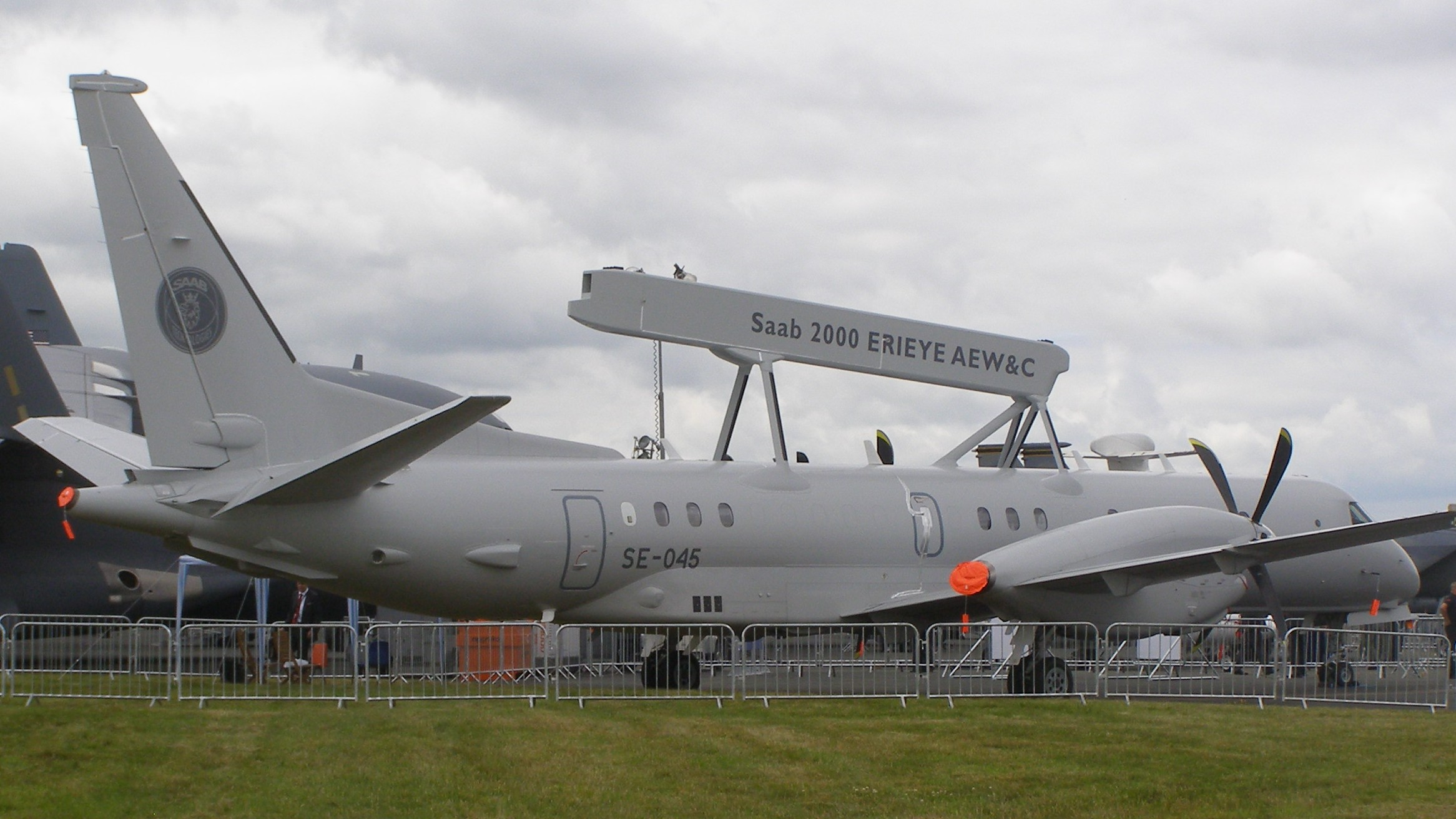
Saab 2000 Erieye.

Estats Units
- Boeing 737 AEW&C
- Boeing I-3 Sentry
- Boeing I-767
- Boeing PB-1W Flying Fortress
- Douglas AD-3/4/5W Skyraider
- Grumman AF-2W Guardian
- Grumman I-1 Tracer
- Grumman I-2 Hawkeye
- Grumman TBM-3W Avenger
- Lockheed EC-121 Warning Star
- Lockheed EC-130V Hercules
- Lockheed P-3 AEW&C

  Regne Unit
- Avro Shackleton
- Fairey Gannet
- Hawker Siddely Nimrod AEW3
- Seaking Mk 7 (AEW.5)

  Rússia
- Beriev A-50 Shmel
- Kamov Ka-31 Helix
- Tupolev Tu-126 Moss

  Xina
- KJ-1 AEWC
- KJ-200
- KJ-2000
- I-8 AWACS/I-8J AEW

  Suècia
- Saab 340 Erieye
- Saab 2000 Erieye

  Brasil
- Embraer 145 AEW&C (I-99)

  Xile
- Boeing 707 Condor AWACS

  Espanya
- EADS CASA C-295 AEW

  Iran
- HESA IrAn-140

  Israel
- IAI 707 Phalcon
- IAI Eitam